# Walter Harriman Davis
El sargento jefe Walter Harriman Davis es un personaje de ficción de la serie de ciencia ficción Stargate SG-1 y Stargate Atlantis, interpretado por Gary Jones. 

## Biografía
Walter Harriman es un sargento técnico de la fuerza aérea norteamericana asignado al Comando Stargate al que se unió debido a sus excelentes operaciones de navegación y vuelo con control automático durante la primera Guerra del Golfo. El General Hammond lo reclutó por su gran habilidad técnica y su mente fría, condiciones necesarias para poder operar el Stargate bajo circunstancias de extrema presión. Se especializa en instalar, mantener y reparar la navegación de bombas, el control de armas, así como también sistemas de control de vuelo automáticos. También es un experto en equipamiento de radio y navegación, y en el mantenimiento de equipos de medición de alta precisión.

## Ocupaciones
Es principalmente un técnico del Stargate, operando la computadora de llamada y otros equipos de la sala de control. Sus deberes, algunas veces, parecen incluir una tarea de asistente administrativo al General a cargo del SGC. 

## Curiosidades
El nombre de este personaje ha sido fuente de irritación para muchos fanes de la serie. 
Originalmente era simplemente "Técnico" o "Sargento". En un episodio el General Hammond lo llama "Airman" (en inglés, aviador, el equivalente a soldado de la Fuerza Aérea), por lo que muchos fans entendieron mal el diálogo y consideraron que se llamaba "Harriman". 
En algún momento los escritores le dieron el nombre de "Norman Davis", y el personaje tuvo una placa con su nombre en su uniforme que rezaba "Davis". 
En el episodio "2010", Jack O'Neill lo llama por el nombre de "Walter", entonces el nombre comúnmente asumido por los fanes era "Walter Davis". 
En la octava temporada de Stargate SG-1, llaman al personaje como "Sargento Harriman". Este cambio fue hecho debido a que hay un Walter Davis auténtico en la fuerza aérea norteamericana. Quizás por esta razón es que se le llama posteriormente, sólo "Walter".
En el capítulo donde un periodista enviado por el presidente a las instalaciones de cheyenne mountain a hacer un reportaje de la base, Walter se parodia a sí mismo, ya que dice que su trabajo consiste sólo en decir cuando marcan los chevrones, "chevron one encoded", "chevron two encoded", y así hasta el séptimo, en que según él, para variar un poco, dice "chevron seven locked".
- Datos: Q6025955